# Ivooraratinga
De ivooraratinga (Eupsittula canicularis) is een papegaaiachtige uit de familie papegaaien van Afrika en de Nieuwe Wereld (Psittacidae). De wetenschappelijke naam van de soort werd als Psittacus canicularis in 1758 gepubliceerd door Carl Linnaeus.

## Verspreiding en leefgebied
Deze soort komt voor van westelijk Mexico tot westelijk Costa Rica; er worden drie ondersoorten onderscheiden:
- E. c. canicularis – van zuidelijk Mexico tot westelijk Costa Rica.
- E. c. eburnirostrum (Lesson, 1842) – zuidwestelijk Mexico.
- E. c. clarae (Moore, 1937) – het westelijke deel van Centraal-Mexico.

## Status
De grootte van de populatie is in 2019 geschat op 0,5-5 miljoen volwassen vogels. Ooit was dit de talrijkste papegaaiensoort in Centraal-Amerika maar de soort heeft zwaar te lijden van illegale vangst voor de kooivogelhandel dat vrijwel overal in het verspreidingsgebied plaatsvindt. Op de Rode lijst van de IUCN heeft deze soort daarom de status kwetsbaar.